# Ramiro Ponce Monroy
Ramiro Ponce Monroy (Chiquimula, 28 de febrero de 1923 - Guatemala, 25 de diciembre de 2010) fue un político guatemalteco que fue electo vicepresidente de Guatemala junto a Ángel Aníbal Guevara como presidente, en las elecciones presidenciales de 1982. No asumió debido al golpe de Estado militar en el que asumió Efraín Ríos Montt.
Anteriormente fue alcalde de la ciudad de Guatemala de 1966 a 1970 y ministro de Economía entre 1977 y 1978.

## Biografía
Nació en el municipio de Chiquimula en el departamento del mismo nombre, en el oriente de Guatemala, en 1923. Era hijo de Jesús Ponce Valdés y Amelia Monroy y los ocho hermanos mayores.

### Alcalde de Guatemala
En 1966 fue elegido alcalde de la ciudad de Guatemala, durante su gobierno se construyeron las calzadas San Juan, Roosevelt y José Milla y Vidaurre. Durante su período como alcalde se cambió el nombre del entonces «Jardín de la Concordia» y se reinauguró con el nombre de «Parque Enrique Gómez Carrillo», en honor al escritor conocido como el «Príncipe de los Cronistas» colocándose para la ocasión el busto esculpido por Rodolfo Galeotti Torres del escritor Enrique Gómez Carrillo.
También inauguró el Monumento a la Madre que fue realizado por el escultor español José Nicolás Almansa, quien la regaló al país como muestra de simpatía y amor al pueblo y madre guatemalteca. La realización del monumento se hizo con fondos de la municipalidad y fue inaugurado oficialmente el 23 de mayo de ese mismo año. En junio de 1970 entregó su cargo a Manuel Colom Argueta.

### Ministro de Economía
El 2 de mayo de 1977 fue nombrado como ministro de Economía por el presidente Kjell Eugenio Laugerud García y estuvo en el cargo hasta el 1 de julio de 1978.
Durante ese tiempo se inauguró la producción de un camión guatemalteco llamado “Chato 1300”, esto sucedió junto al presidente Laugerud García en la planta Industrias Superior en la zona 13. El primer coche fue entregado al presidente como regalo.

### Muerte
Falleció el 25 de diciembre de 2010 a la edad de 87 años y fue sepultado en el Cementerio Las Flores en Mixco .